# 好太太
广东好太太科技集团股份有限公司（英語：Guangdong Hotata Technology Group Co.,Ltd；上交所：603848，简称：好太太），是中国上海证券交易所的一家上市公司，主要从事智能晾晒和智能安防产品的研发、制造和销售。
公司成立于2005年1月，前身为广东好太太整体厨柜有限公司。2006年12月13日更名为广东好太太科技发展有限公司，2014年3月5日更名为广东好太太科技集团有限公司，2016年3月8日整体改制变更为股份有限公司。2017年12月1日在上海证券交易所挂牌上市。公司主要产品包括以智能晾衣机与智能锁为代表的智能家居产品、控制系统及各系列晾晒产品等。
2021年，公司实现营业收入14.25亿元，同比增长22.88%；实现净利润3.00亿元，同比增长12.97%。